# Ром (станция метро)
Ром (фр. Rome) — станция линии 2 Парижского метрополитена, расположенная на границе VIII и XVII округов Парижа. Названа по рю де Ром, входящей в состав квартала де л'Эроп, названия улиц в котором даны по столицам и крупным городам европейских стран (другие станции метро, находящиеся в этом квартале — «Эроп» на линии 3 и «Льеж» на линии 13). Также в пешей доступности от станции располагается горловина станционных путей вокзала Сен-Лазар.

## История
- Станция открылась 7 октября 1902 года в составе пускового участка Шарль де Голль — Этуаль — Анвер линии 2. Наряду со станциями «Йена», «Сите» и законсервированной станцией «Аксо» станция «Ром» является обладателем самого короткого по числу букв франкоязычного названия в Парижском метрополитене.
- Пассажиропоток по станции по входу в 2011 году, по данным RATP, составил 2 747 395 человек[2]. В 2013 году этот показатель вырос до 2 818 857 пассажиров (193 место по уровню входного пассажиропотока в Парижском метро)[3].

## Конструкция и оформление
Станция построена по раннему типовому проекту (однопролётная мелкого заложения с металлической крышей), применявшемуся до 1913 года.

## Проекты
Первоначальный проект продления линии 14, утверждённый в 2009 году, предусматривал строительство очередной станции возле станции «Ром». В 2011 году проект был пересмотрен в связи с включением линии 14 в состав проекта Гранд Пари Экспресс., вместо этой пересадки на линии 14 появилась станция «Пон-Кардинет».

## Галерея

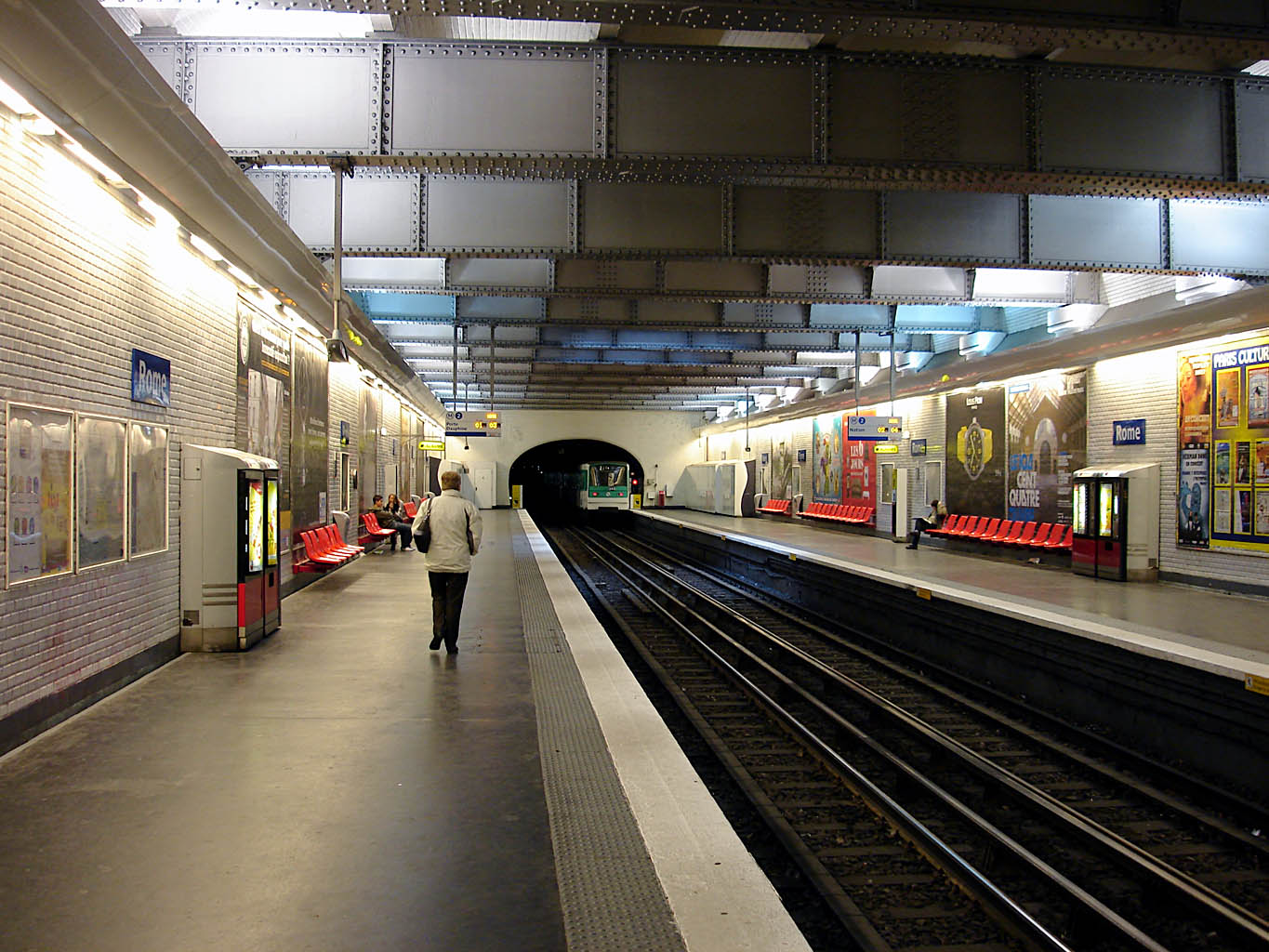
Зал станции
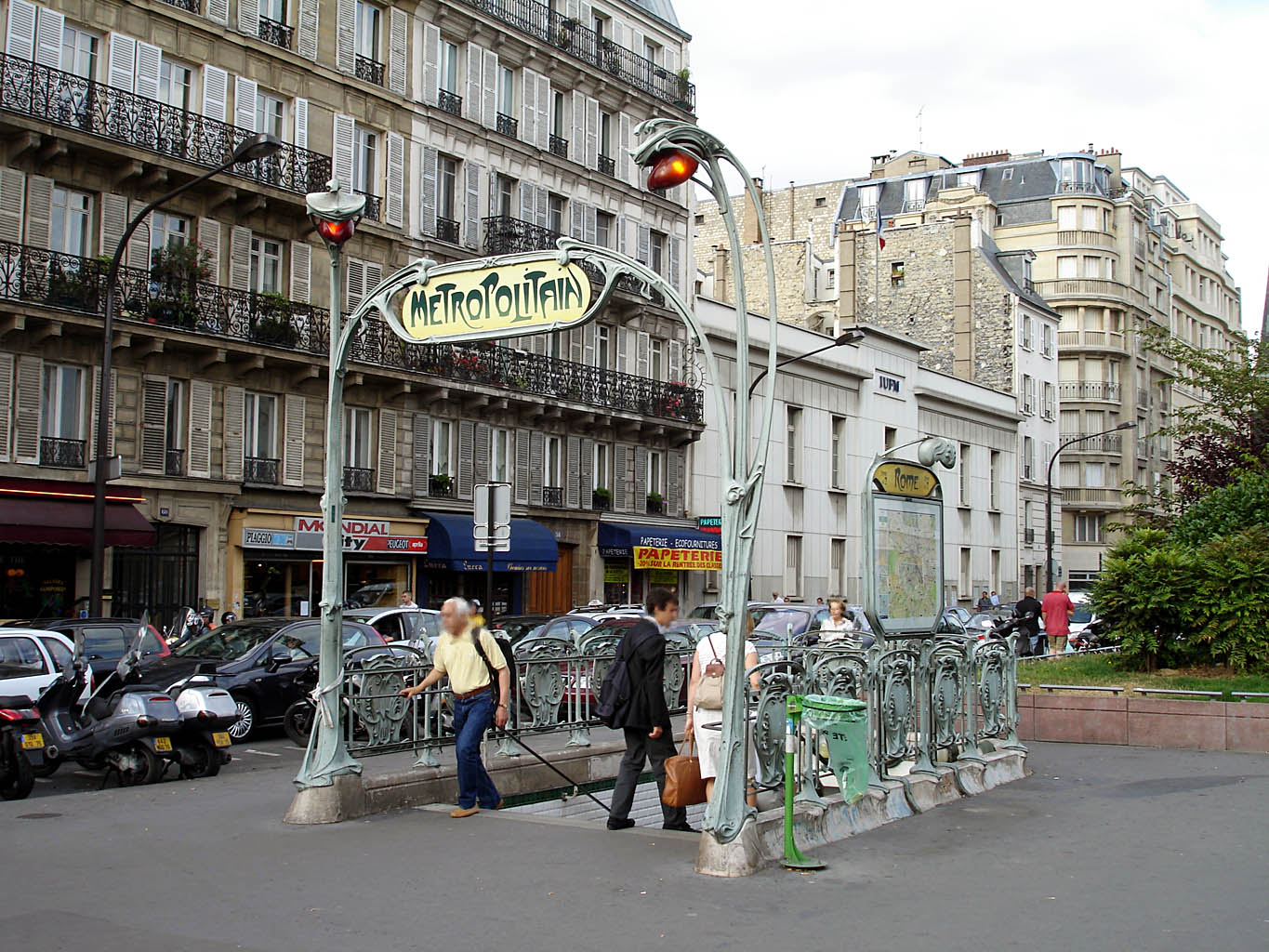
Лестничный сход